# Rinaldo (paladino)
Rinaldo è un personaggio di fantasia appartenente al ciclo carolingio, uno dei dodici paladini di Francia che costituiscono la guardia scelta dell'imperatore Carlo Magno. Cugino e rivale in amore di Orlando, gli contende la bella Angelica sia nell'Orlando innamorato sia nell'Orlando furioso.
Non va confuso con l'omonimo personaggio della Gerusalemme liberata di Torquato Tasso, che è un cavaliere che partecipa alla Prima crociata. Tasso tuttavia riprese anch'egli la figura del paladino facendone il protagonista del poema Rinaldo.

## Origini e carattere del personaggio
È uno dei più illustri membri della nobile famiglia Chiaramonte, di cui fa parte anche Orlando, suo cugino; un altro suo cugino è Astolfo. Rinaldo ha per fratelli Alardo, Guicciardo, Ricciardo e Ricciardetto, e per sorella Bradamante. Guidon Selvaggio e la gemella Carinda sono suoi fratellastri, anche se prima di Ariosto il personaggio di Guidone era considerato come suo figlio illegittimo. Nonostante sia sposato con Clarice, della quale è gelosissimo, Rinaldo si innamora spesso di altre donne.
Il cavallo Baiardo è un elemento indispensabile per Rinaldo. La spada del paladino si chiama invece Fusberta, italianizzazione del termine Flamberga.
(Ariosto, Orlando Furioso)
A differenza di Orlando, Rinaldo è uno spirito ribelle e spesso insofferente all'autorità del sovrano.
Nonostante Rinaldo e il cugino Orlando siano in linea di massima amici e alleati, le scene in cui si scontrano (e molto aspramente) non sono infrequenti. Un esempio è presente già nel Morgante, quando i due non si riconoscono. Successivamente nell'Innamorato a causa della bella Angelica, e nel Furioso, anche se non avviene, ce ne sono già i presupposti, sempre per gelosia, sin dal primo canto. Nei Cinque Canti invece Orlando e Rinaldo vengono messi l'un contro l'altro a causa di un intrigo del traditore Gano di Maganza.

## Rinaldo nella letteratura
Rinaldo è uno degli eroi del ciclo carolingio, ma non appare nella Chanson de Roland, bensì in moltissimi altri cantari, poemi e romanzi cavallereschi fin dal Medioevo:
- I quattro figli di Aimone (Les quattre fils Aymon, XIII secolo):

Rinaldo è uno degli eroici figli del Duca Amone, che si scontrano con Carlo Magno salvo poi riconciliarsi con lui. L'opera si conclude con la morte del paladino, che avviene a Colonia dopo un viaggio in Terrasanta.
- Cantari di Rinaldo da Monte Albano:

Rinaldo, mostrato anche qui come ribelle contro Carlo Magno, fugge per questo esule in Oriente; l'opera è divisa in 51 cantari, ed è tramandata dal manoscritto "Palatino 364" della Biblioteca Nazionale di Firenze.
- Morgante di Luigi Pulci (1478):

Rinaldo segue Orlando in Oriente e si innamora di Antea, la figlia del Sultano, che lo sfida a duello.
- Orlando innamorato di Matteo Maria Boiardo (1495):

Rinaldo raggiunge in Oriente il cugino Orlando e si scontra con lui per amore di Angelica, la bella principessa del Catai; in principio Rinaldo odia Angelica, ma in seguito la situazione si ribalta nel suo esatto opposto, quando i due bevono alle fonti dell'amore e del disamore, scatenando così una serie di equivoci.
- Orlando furioso di Ludovico Ariosto (1532):

l'impetuoso Rinaldo è innamorato dell'ambigua Angelica, ma è proprio lui a mettere in fuga il campo dei Mori presso Parigi e a costringerli a riparare ad Arli.
- Rinaldo, opera giovanile di Torquato Tasso (1562):

vi si narra la giovinezza del paladino.
L'eroe è anche il protagonista di Rinaldo di Mont'Albano, tragicommedia giovanile di Carlo Goldoni (1736).

## Trasposizione nel teatro dei Pupi
La storia di Rinaldo e dei Paladini di Francia è ripresa nell'Opera dei Pupi siciliana, che viene ancora oggi rappresentata in alcuni teatri di Catania, Palermo e Acireale con l'utilizzo di pupi del XIX secolo. La messa in scena fa riferimento all'Orlando furioso di Ludovico Ariosto, in cui si narra delle vicende dei Paladini di Francia e della loro vita romanzesca nell'epopea carolingia.

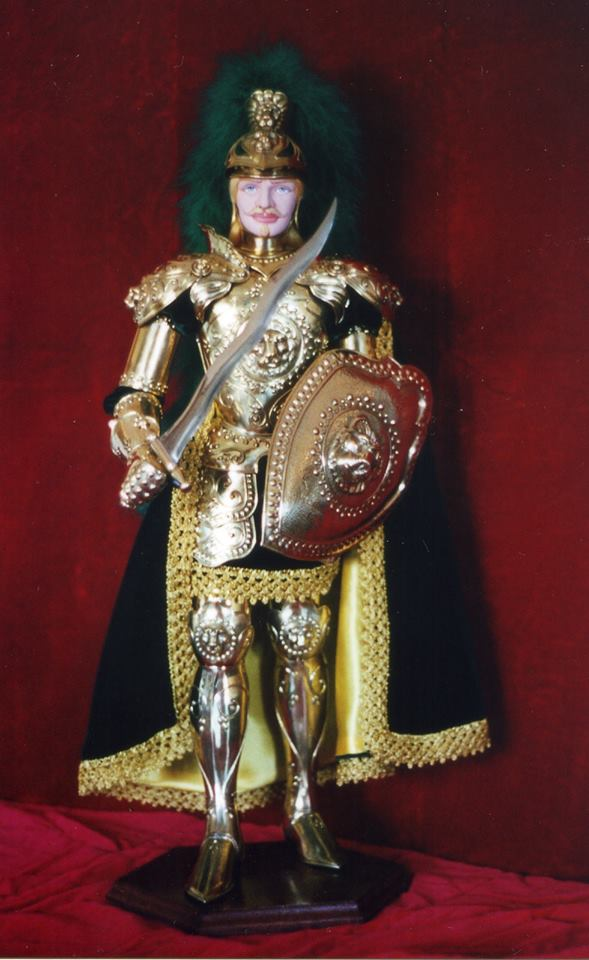
Rinaldo - Pupo Siciliano di Aurelio Failla

## Rinaldo nei media
- Nel film del 1956 Orlando e i paladini di Francia, Rinaldo è interpretato da Fabrizio Mioni.
- Rinaldo è stato interpretato da Antonio Fattorini nello spettacolo teatrale Orlando furioso del 1969 tratto diretto da Luca Ronconi, e da Sergio Nicolai nello sceneggiato televisivo del 1975 diretto dallo stesso regista.
- Il personaggio è presente nel film I paladini: Storia d'armi e d'amori, dove è interpretato dall'attore statunitense Leigh McCloskey.